# Campionati italiani di triathlon sprint del 2012
I Campionati italiani di triathlon sprint del 2012 sono stati organizzati dalla Federazione Italiana Triathlon e si sono tenuti a Tirrenia in Toscana, in data 6 ottobre 2012.
Tra gli uomini ha vinto Davide Uccellari ( Fiamme Azzurre), mentre la gara femminile è andata a Annamaria Mazzetti ( Fiamme Oro).

## Risultati

### Élite uomini
| Pos. | Atleta                | Società sportiva       | Nuoto    | Bici     | Corsa    | Totale   |
| ---- | --------------------- | ---------------------- | -------- | -------- | -------- | -------- |
|      | Davide Uccellari      | Fiamme Azzurre         | 00:09:41 | 00:27:17 | 00:15:08 | 00:53:44 |
|      | Alessandro Fabian     | Carabinieri            | 00:09:24 | 00:27:32 | 00:15:27 | 00:53:55 |
|      | Daniel Hofer          | Carabinieri            | 00:09:36 | 00:27:25 | 00:15:26 | 00:53:56 |
| 4    | Andrea Secchiero      | Fiamme Oro             | 00:09:24 | 00:27:36 | 00:15:24 | 00:54:01 |
| 5    | Luca Facchinetti      | T.D. Rimini            | 00:09:29 | 00:27:28 | 00:15:29 | 00:54:03 |
| 6    | Delian Dimko Stateff  | Minerva Roma           | 00:09:18 | 00:27:36 | 00:15:42 | 00:54:13 |
| 7    | Matthias Steinwandter | Alta Pusteria          | 00:09:40 | 00:27:21 | 00:15:45 | 00:54:30 |
| 8    | Alex Ascenzi          | Fiamme Azzurre         | 00:09:52 | 00:27:06 | 00:15:56 | 00:54:32 |
| 9    | Alberto Casadei       | Fiamme Oro             | 00:09:32 | 00:27:24 | 00:16:08 | 00:54:38 |
| 10   | Valerio Patanè        | CUS Pro Patria Scott   | 00:09:34 | 00:27:26 | 00:16:01 | 00:54:43 |
| 11   | Alessandro Degasperi  | CUS Trento CTT         | 00:09:50 | 00:27:11 | 00:16:14 | 00:54:46 |
| 12   | Andrea D'Aquino       | Carabinieri            | 00:09:37 | 00:27:16 | 00:16:14 | 00:54:48 |
| 13   | Davide Bargellini     | Friesian Team          | 00:09:26 | 00:27:36 | 00:16:11 | 00:54:53 |
| 14   | Dario Chitti          | CUS Parma Medel        | 00:09:40 | 00:27:15 | 00:16:26 | 00:54:56 |
| 15   | Eddy Papais           | T.D. Rimini            | 00:09:32 | 00:27:30 | 00:16:23 | 00:55:01 |
| 16   | Mattia Ceccarelli     | DDS                    | 00:09:29 | 00:27:30 | 00:16:31 | 00:55:07 |
| 17   | Manuel Biagiotti      | Friesian Team          | 00:09:31 | 00:27:26 | 00:16:38 | 00:55:16 |
| 18   | Riccardo Mosso        | Virtus                 | 00:09:54 | 00:27:05 | 00:16:45 | 00:55:18 |
| 19   | Alessandro Ussi       | Forhans Team           | 00:09:51 | 00:27:09 | 00:16:39 | 00:55:20 |
| 20   | Rodolphe Von Berg     | Riviera Triathlon 1992 | 00:09:53 | 00:27:05 | 00:16:54 | 00:55:26 |

### Élite donne
| Pos. | Atleta              | Società sportiva             | Nuoto    | Bici     | Corsa    | Totale   |
| ---- | ------------------- | ---------------------------- | -------- | -------- | -------- | -------- |
|      | Annamaria Mazzetti  | Fiamme Oro                   | 00:10:31 | 00:31:03 | 00:17:31 | 01:00:42 |
|      | Alice Betto         | DDS                          | 00:10:28 | 00:30:58 | 00:17:49 | 01:00:58 |
|      | Charlotte Bonin     | Fiamme Azzurre               | 00:10:32 | 00:30:57 | 00:17:51 | 01:01:03 |
| 4    | Daniela Chmet       | Fiamme Oro                   | 00:10:30 | 00:31:05 | 00:17:48 | 01:01:09 |
| 5    | Elena Maria Petrini | T.D. Rimini                  | 00:10:32 | 00:31:01 | 00:18:10 | 01:01:24 |
| 6    | Gaia Peron          | Fiamme Oro                   | 00:10:12 | 00:31:20 | 00:18:39 | 01:01:56 |
| 7    | Alessia Orla        | DDS                          | 00:10:29 | 00:30:59 | 00:18:57 | 01:02:07 |
| 8    | Lisa Schanung       | Bressanone Nuoto             | 00:10:38 | 00:30:54 | 00:19:08 | 01:02:18 |
| 9    | Giorgia Priarone    | T.D. Rimini                  | 00:11:26 | 00:30:42 | 00:18:39 | 01:02:31 |
| 10   | Elisa Battistoni    | Freezone                     | 00:10:50 | 00:31:21 | 00:18:49 | 01:02:47 |
| 11   | Angelica Olmo       | Pianeta Acqua                | 00:10:36 | 00:30:56 | 00:19:57 | 01:03:12 |
| 12   | Monica Cibin        | Forhans Team                 | 00:11:50 | 00:31:13 | 00:18:36 | 01:03:28 |
| 13   | Veronica Signorini  | Triathlon Cremona Stradivari | 00:10:29 | 00:31:01 | 00:20:11 | 01:03:35 |
| 14   | Martina Dogana      | Triathlon Cremona Stradivari | 00:11:52 | 00:31:09 | 00:18:55 | 01:03:49 |
| 15   | Giulia Sforza       | Atletica Bellinzago          | 00:10:31 | 00:31:00 | 00:20:48 | 01:04:00 |
| 16   | Ilaria Zane         | CUS Trento CTT               | 00:10:47 | 00:31:21 | 00:20:08 | 01:04:07 |
| 17   | Luisa Iogna-Prat    | T.D. Rimini                  | 00:10:39 | 00:31:26 | 00:20:17 | 01:04:13 |
| 18   | Verena Steinhauser  | Bressanone Nuoto             | 00:10:47 | 00:31:14 | 00:20:26 | 01:04:21 |
| 19   | Laura Bellucco      | CUS Pro Patria Scott         | 00:11:19 | 00:30:42 | 00:20:40 | 01:04:33 |
| 20   | Chiara Ingletto     | Firenze Triathlon            | 00:11:52 | 00:31:18 | 00:20:09 | 01:05:05 |